# Peter Pan: Întoarcerea în țara de Nicăieri
Peter Pan: Întoarcerea în țara de Nicăieri (engleză Peter Pan in Disney's Return to Never Land) este un film de animație. Este continuarea filmului Peter Pan din 1953. Peter Pan: Întoarcerea în țara de Nicăieri este produs de Disney Toon Studios și regizat de Robin Budd și Donovan Cook. A fost lansat de Walt Disney Pictures și Buena Vista Distribution la 10 februarie 2002 în Statele Unite.

Afiș original al filmului

În limba română Alexandra Ungureanu asigură melodiile de pe coloana sonoră a filmului. 

## Legături externe
- Site web oficial
- Peter Pan: Întoarcerea în țara de Nicăieri pe site-ul The Big Cartoon DataBase
- Peter Pan: Întoarcerea în țara de Nicăieri la Internet Movie Database
- Peter Pan: Întoarcerea în țara de Nicăieri la Box Office Mojo
- Peter Pan: Întoarcerea în țara de Nicăieri la Rotten Tomatoes